# Honda CBR
Pour les articles homonymes, voir CBR.

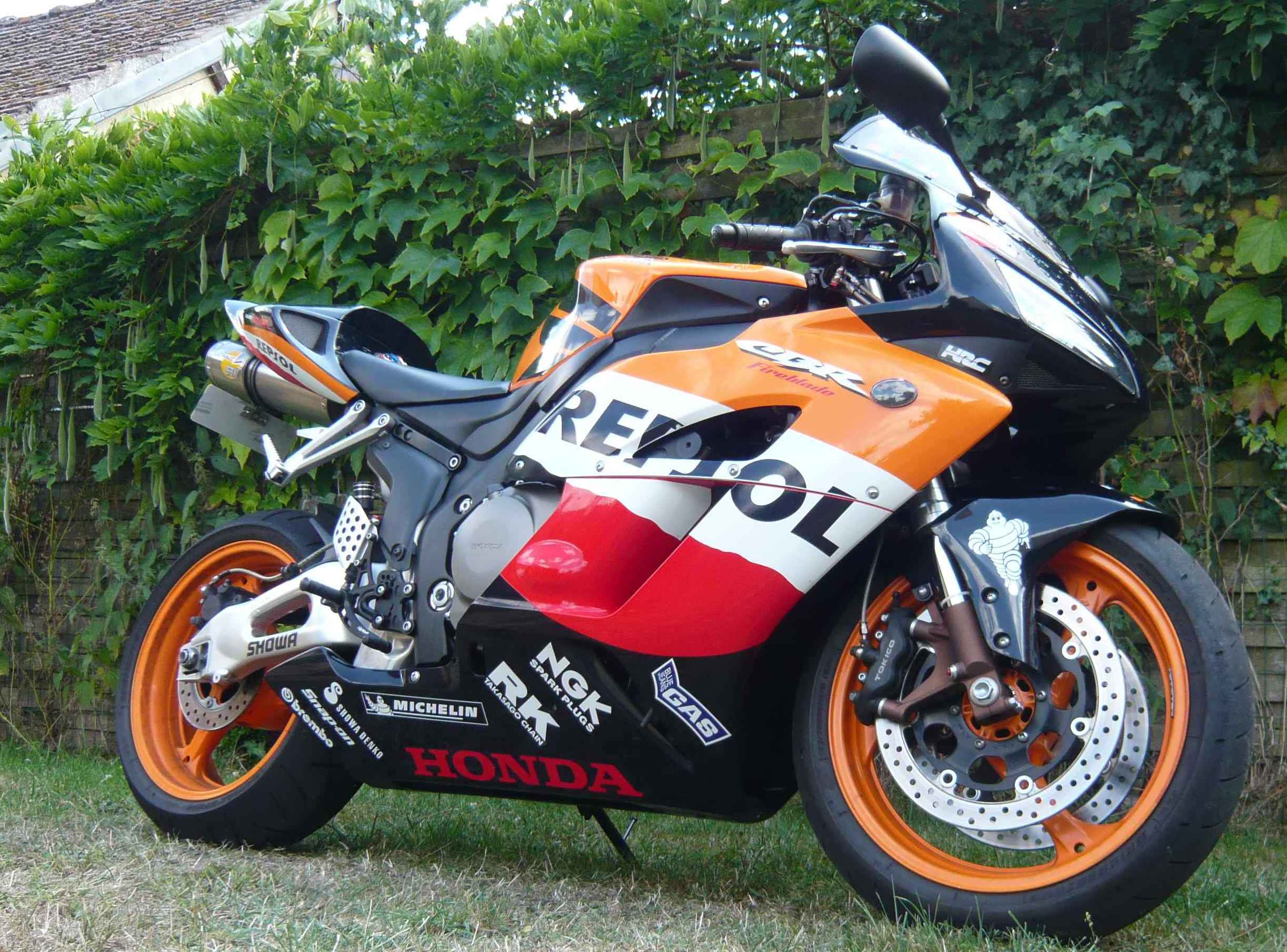
CBR 1000 RR Fireblade Repsol 2005 (réplique de la Honda RC211V des MotoGP)

La Honda CBR est un modèle de moto sportive, construite par le 1re constructeur mondial de moto. La firme japonaise Honda décline ce modèle en différentes cylindrées, allant de 125 à 1 100 cm3.
Différents modèles ont été construits dans la gamme Honda CBR.

## CBR125R

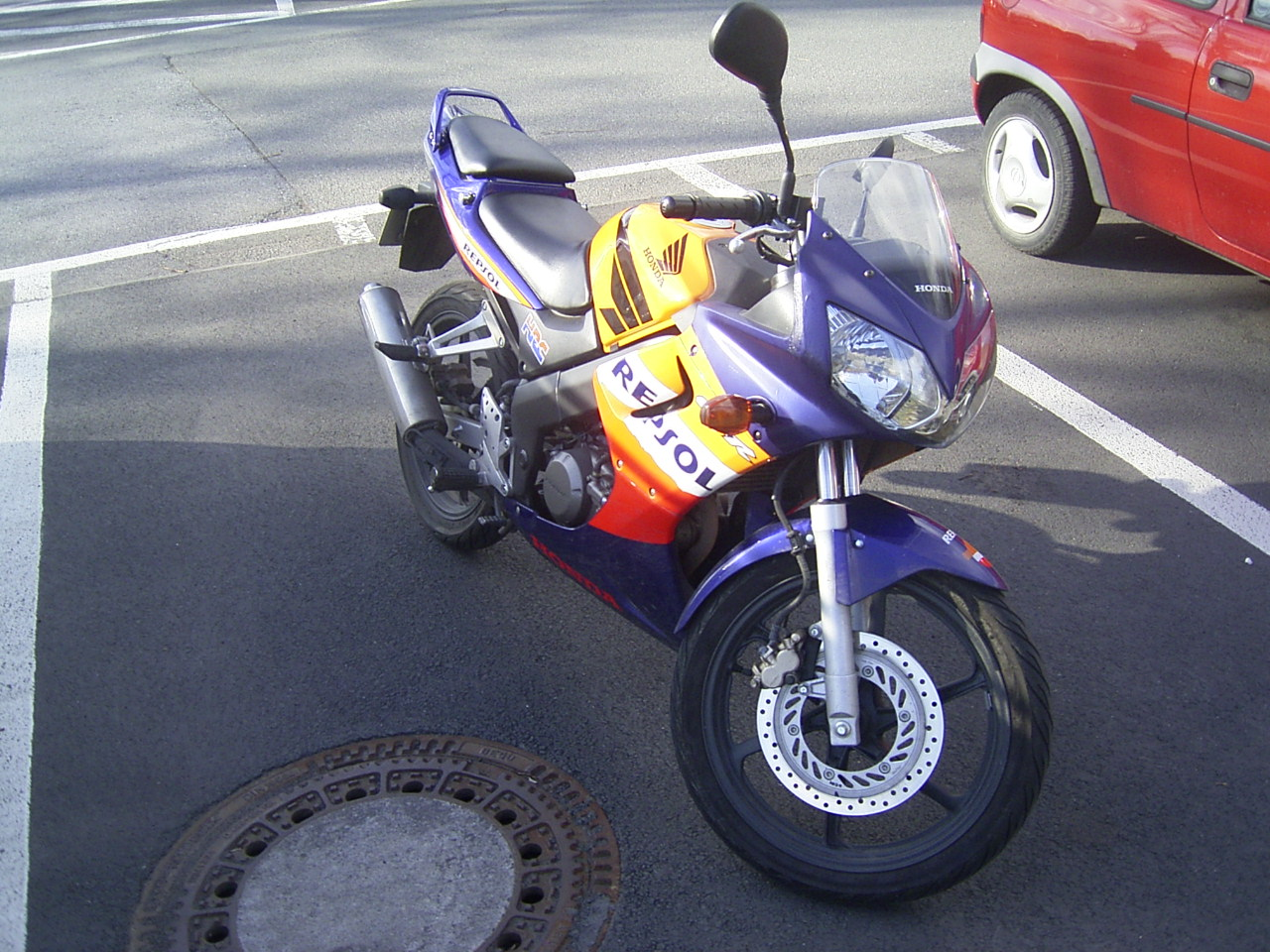
CBR 125 R Repsol

Apparue en 2004, la CBR s'est imposée immédiatement comme l'une des meilleures ventes dans sa catégorie. Elle était censée remplacer la NSR 125. Elle est équipée d'un monocylindre 4-temps à refroidissement liquide pouvant développer 13 chevaux. Son faible poids (115 kg à sec) et son cadre rigide lui confèrent une bonne tenue de route quelle que soit l'utilisation. Elle est bien équipée, avec un compte-tours et une jauge à essence.
En 2005, une coupe spéciale lui est consacrée (la Junior Cup). La même année apparaît une version Repsol, avec une décoration spécifique.
Il n'existe pas de Honda CBR 125 R au Japon mais un modèle de 150 cm3, ainsi qu'une 250 cm3 (fin de production vers 1996) et 400 cm3 (jusqu'aux environs 2000).
En 2007, Honda lance un nouveau modèle de la 125 CBR avec quelques changements de design et d'alimentation.
La CBR125R, considérée comme sportive par les assurances, peut atteindre 125 km/h.

## CBR250

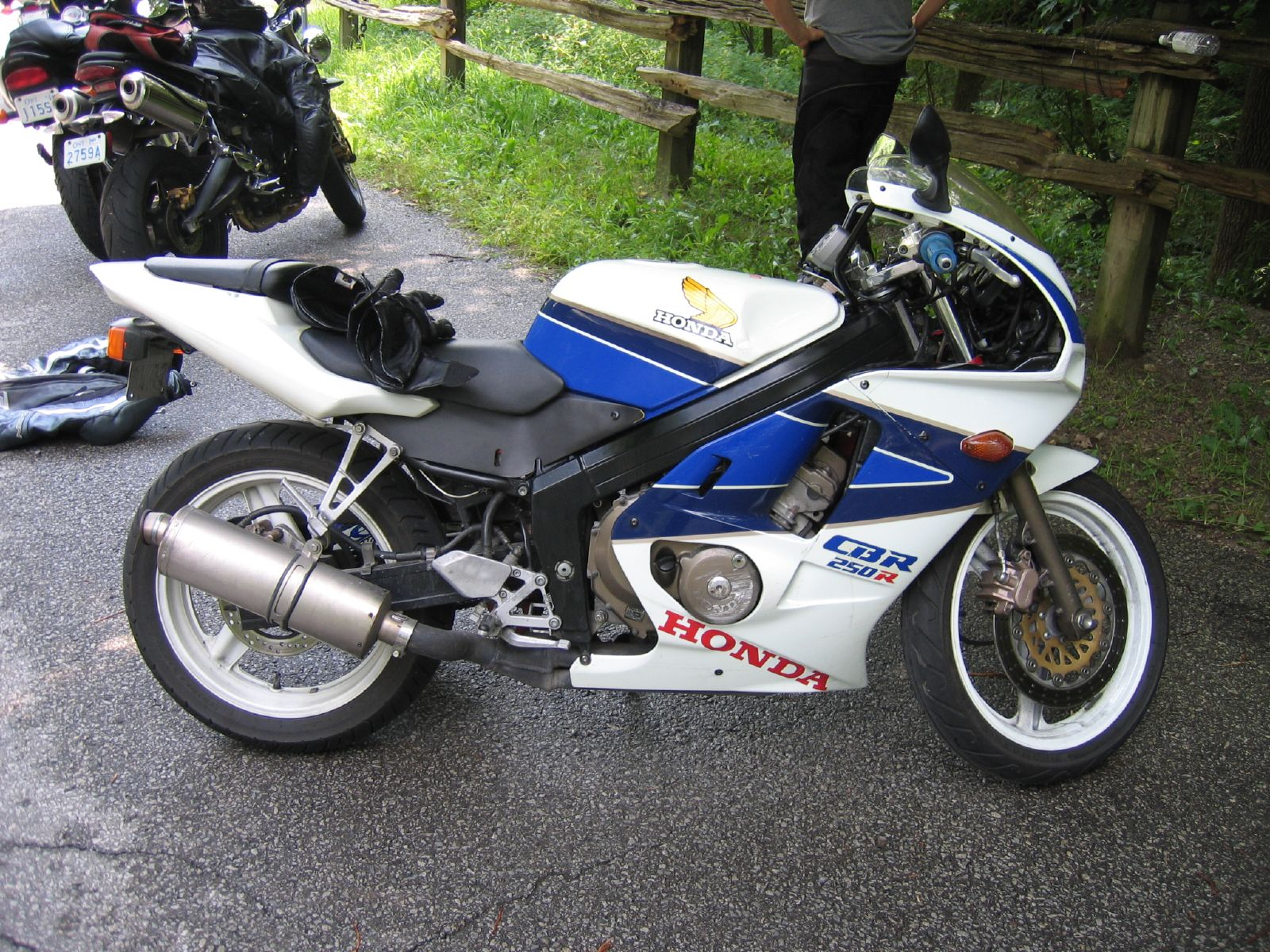
Honda CBR250

Ce modèle, dans un premier temps[Quand ?], réservé au marché australien, est équipée d'un quatre cylindres en ligne 4 temps de 250 cm3 développant 40 cv à 14 500 tr/min, pour un poids de 158 kg.
En 2011, Honda a décidé de commercialiser sur le marché français un nouveau modèle, le CBR 250 type R. Il est mû par un monocylindre 4 temps de 250 cm3 développant 26 cv à 14 500 tr/min, pour un poids de 155 kg à sec et un réservoir de 13 litres.
Le rayon de braquage contenu (4 850 mm) autorise les demi-tours en toutes circonstances et le gabarit général de cette 250 lui permet de se faufiler dans les endroits les plus étroits. Le mono de la CBR cogne sous 3 000 tr/min et donne tout son potentiel entre 5 000 tr/min et 9 000 tr/min. Le reste du compte tour servant à atteindre la vitesse maxi sur le 6e rapport.
Cette 250 cm3 se décline en 2 variantes : avec ou sans ABS.

## CBR500R

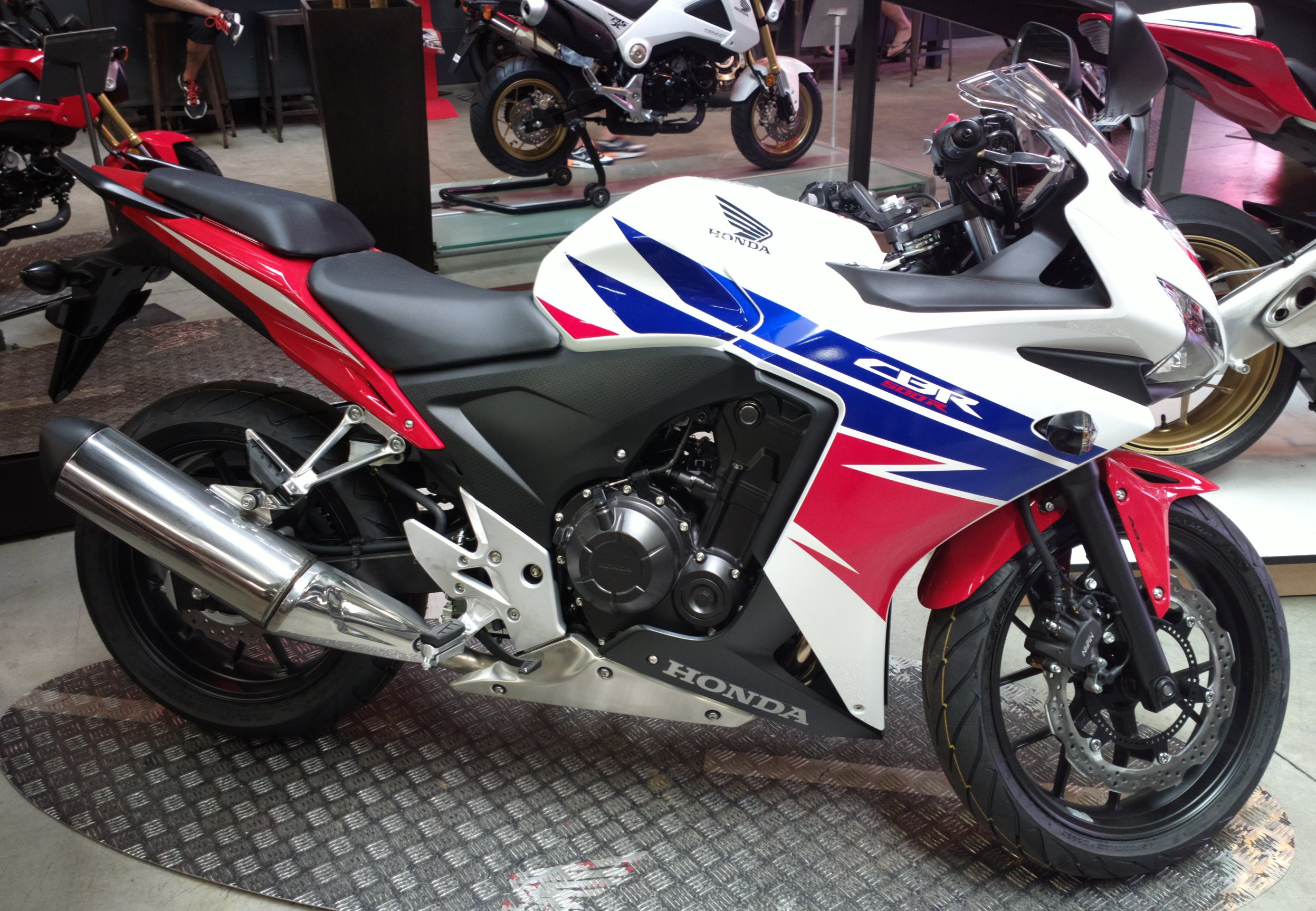
Honda CBR500R.

Sortie en 2013 et venant compléter la gamme de sportives Honda, la CB500R est une moto compatible avec le permis européen A2. Elle est issue du nouveau roadster CB500 N dont elle reprend la plupart des éléments tel que le cadre et le moteur. Ses carénages sont inspirés de son ainée CBR1000RR. Le moteur de 471 cm3 aux cotes carrées (67x66,8 mm) développe 48 ch à 8 500 tr/min et 4,4 mkg à 7 000 tr/min. La consommation annoncée est de seulement 3,7 litres aux 100 km. Le poids en ordre de marche est de 194 kg.
Le freinage est confié à un unique disque avant de 320 mm doté d'un étrier 2 pistons et un disque arrière de 240 mm avec un étrier simple piston. Un système ABS est livré de série.

## CBR600F

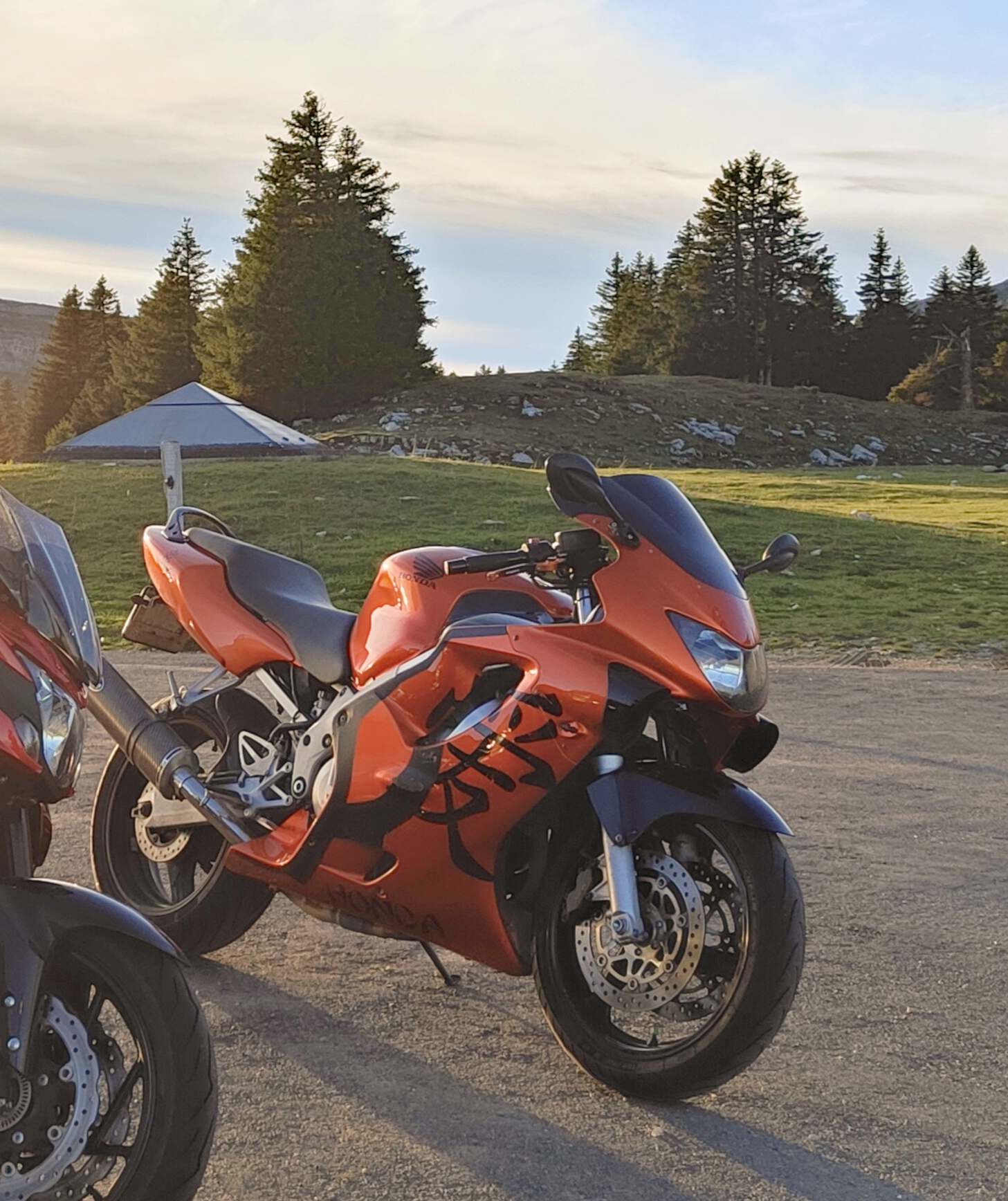
CBR 600 F4 (1999)

La CBR600F est la première de la famille CBR à être apparue en 1987. Elle est équipée d'un moteur quatre cylindres en ligne 4 temps développant au départ 85 chevaux. C'est en 1987 que se vend la première lignée de CBR600F, et ce jusqu'en 1990. 
En 1991, la F2 fait son apparition et est pour l'époque considérée comme l'une des motos Honda les plus modernes et innovantes. L'esthétique est profondément modifiée. Le moteur aussi, il est plus rigide et améliore la rigidité de l'ensemble. Il atteint la barre psychologique des 100 chevaux. 
En 1995 sort le modèle F3, la puissance du moteur ne varie pas. Le travail a porté sur la réduction de poids du moteur, compensé avec l'augmentation de la largeur de la jante arrière, du diamètre des disques de frein avant et de la fourche. En 1996, la production de la CBR600F passe les 200 000 exemplaires. En 1997, le design est légèrement revu, le moteur gagne quelques chevaux. Le modèle 1998 est pourvu d'une admission d'air forcée et atteint les 106 ch.
En 1999, l'ensemble de la machine est totalement remanié et le F4 fait son apparition. Le design est complètement revu. Le moteur est encore plus puissant (110 ch). Le cadre est désormais en aluminium ce qui réduit le poids du véhicule. Le modèle 2000 est identique, seuls les coloris sont différents. Ces modèles seront les derniers de la lignée CBR600 à avoir des carburateurs.
En 2001, premier modèle à injection, la CBR F4i apparaît. Des modifications esthétiques sont apportées, comme l'apparition de deux phares avant plutôt qu'un. Une version Sport est également disponible, se voulant une sorte de compétition-client, c’est-à-dire un modèle pouvant être engagé en courses avec un minimum de préparation. La version F reste néanmoins au catalogue. En 2001, une série spéciale de CBR600F apparaît aux couleurs du pilote Valentino Rossi.
En 2011, la CBR 600F refait apparition pour proposer une moto sportive orientée route, commercialisée en Europe uniquement. Basée sur la Hornet 2011 dont elle reprend la base (à l'exception de la fourche rallongée pour mettre les bracelet, le carénage et le réservoir), cette sportive se positionne entre le roadster de la Hornet et l'hypersport CBR 600 RR. La CBR600F 2011 se décline en trois couleurs (blanc-rouge, blanc-bleu et noir) et en deux versions suivant le système de freinage (CBR 600 F avec freinage standard et CBR 600 FA pour le freinage ABS-CBS

## CBR600RR

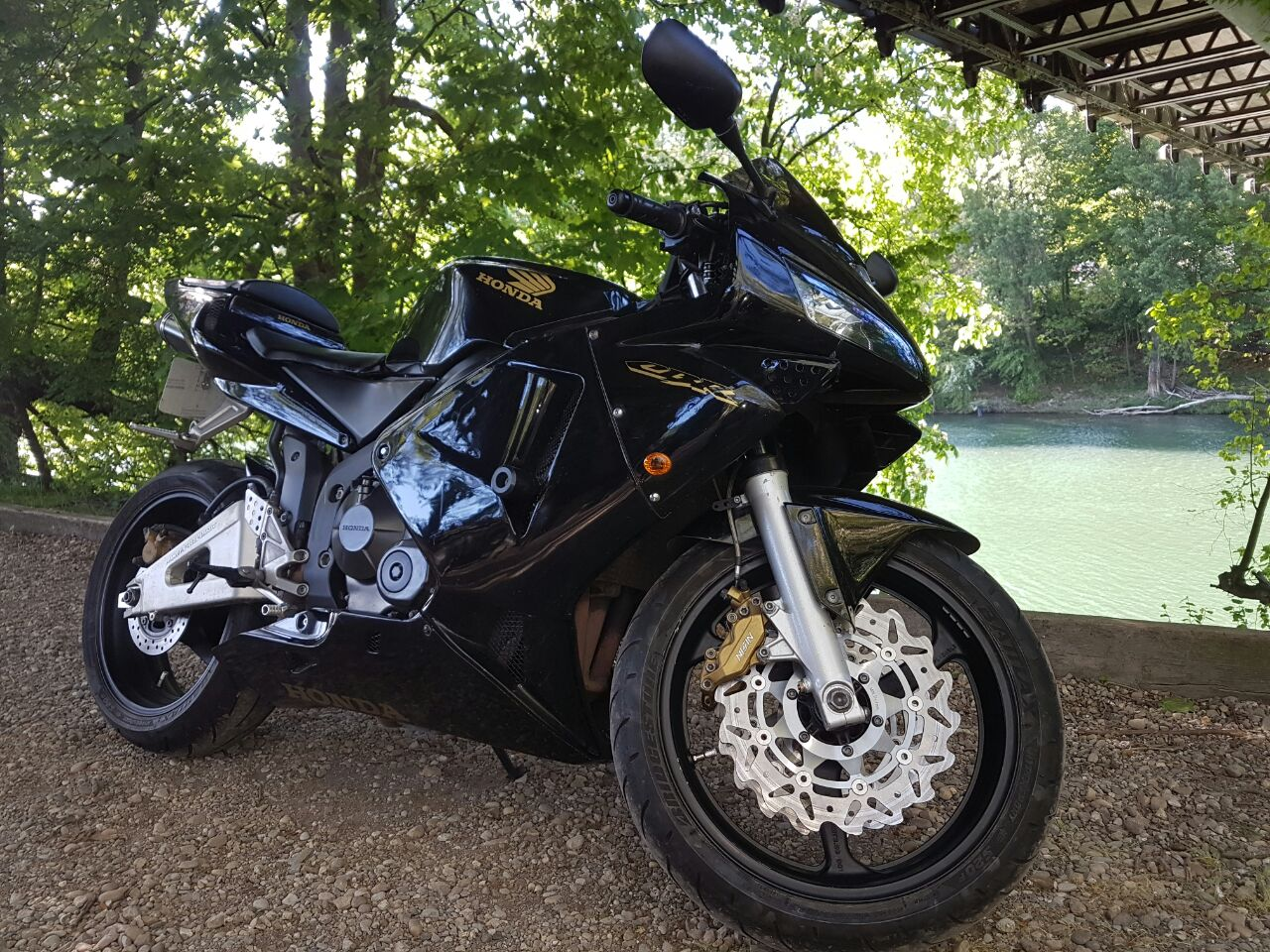
CBR 600 RR de 2004

En 2003, jouant sur le succès de la RC211V (modèle engagé par Honda en MotoGP), la CBR est remaniée. Elle s'appelle désormais CBR600RR. Le moteur développe 117 chevaux et il est alimenté par injection électronique. Le cadre est rigidifié, les suspensions améliorées. Les disques de freins prennent de l'embonpoint pour atteindre 310 mm de diamètre. Elle est l'une des premières motos à arborer un silencieux d'échappement sous la selle. La CBR600F disparaîtra du catalogue l'année suivante.
En 2005, le moteur est légèrement optimisé. Le train avant, lui, hérite d'une fourche inversée et d'un freinage à étriers radiaux. L'esthétique ne varie que sur des détails. En fin d'année, des versions aux couleurs de l'écurie Movistar de MotoGP et de la moto de Sébastien Charpentier (baptisée « Win Win ») apparaissent au catalogue.
Fin 2007, pour fêter le nouveau titre en Supersport, la 600 CBR est déclinée en une série spéciale aux couleurs de l'équipe HANNspree Ten Kate pour 200 euros de plus que le modèle standard (en France).
En 2009, une nouvelle technologie fait son apparition, l'ABS (Antilock Brake System), système prévenant les pertes d'adhérence lors des freinages sur surfaces changeantes à contrôle électronique.
En 2017, la CBR 600 RR ne sera plus vendue en Europe puisque l'entreprise nippone a pris la décision de ne pas procéder à une refonte de la CBR pour qu'elle respecte la norme Euro 4. Ainsi, 2017 marque la fin de la CBR 600 RR en Europe.

## CBR900RR Fireblade
Présentée au salon de Paris 1991, la « Lame de feu » (traduction de « Fireblade ») fait son apparition dans les concessions en 1992. C'est une grosse évolution pour le monde sportif de la moto. Plus légère et plus puissante, la CBR900RR Fireblade a une vitesse de pointe de 270 km/h au compteur. La puissance maximale est de 124 ch à 10 500 tr/min, pour une cylindrée de 893 cm3.
En 1994, la CBR900RR subit quelques modifications esthétiques. La fourche est désormais réglable en compression.
En 1996, la cylindrée passe à 918,5 cm3 par augmentation de 1 mm de l'alésage, augmentant ainsi la puissance à 128 chevaux. La course à l'allègement se poursuit, la Fireblade ne pèse que 183 kg.
En 1998, les modifications concernent 80 % du moteur ; la puissance augmente de 2 ch et les freins passent à 310 mm.
En 2000, le moteur passe à 929 cm3 (74 x 54 mm), avec une puissance de 148 chevaux et le diamètre des disques de freins passe à 330 mm. Le poids descend à 170 kg. L'alimentation est désormais confiée à une injection électronique.
En 2002, la cylindrée passe à 954 cm3 par augmentation de 1 mm de l'alésage. La puissance augmente de 3 ch. L'esthétique est elle aussi remaniée et le poids est abaissé à 168 kg à sec. 
En 2004, la CBR900RR Fireblade est retirée du catalogue et laisse sa place à la CBR1000RR Fireblade.
Les coloris disponibles sont :
- 1992 : Rouge/blanc et noir ;
- 1993 : Blanc et noir ;
- 1994 et 1995 : Rouge/blanc, beige et noir ;
- 1996 : Rouge, noir et gris ;
- 1997 : Rouge/blanc, jaune et noir ;
- 1998 : Noir, orange et rouge ;
- 1999 : Bleu/rouge, rouge et bleu ;
- 2000 : Noir, rouge et jaune ;
- 2001 : Gris, bleu et jaune ;
- 2002 : Bleu, rouge et jaune ;
- 2003 : Bleu, jaune et noir[7]

## CBR1000F

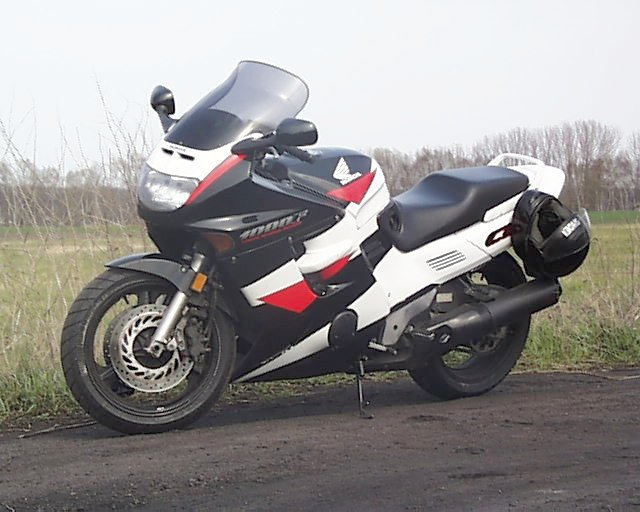
Ancienne CBR 1000F.

La première CBR1000F est apparue en 1986. Bien que cataloguée comme une sportive, elle montre de réelles aptitudes à « tailler » la route, aussi bien en solo qu'avec un passager et des bagages. Le moteur est un quatre cylindres en ligne développant 135 chevaux. Le freinage est considéré parmi les meilleurs ; il est confié à deux disques de 296 mm de diamètre à l'avant et de 256 à l'arrière. Le gros réservoir de 21 litres permet d'envisager les longues étapes. 
En 1993, elle est équipée du freinage Dual-CBS ( Dual Combined Break System ) qui équilibre la puissance de freinage entre les freins avant et arrière, quelle que soit la commande utilisée. La production s'arrête en 2000, le succès de la CBR1100XX la poussant à prendre sa retraite.

## CBR1000RR Fireblade

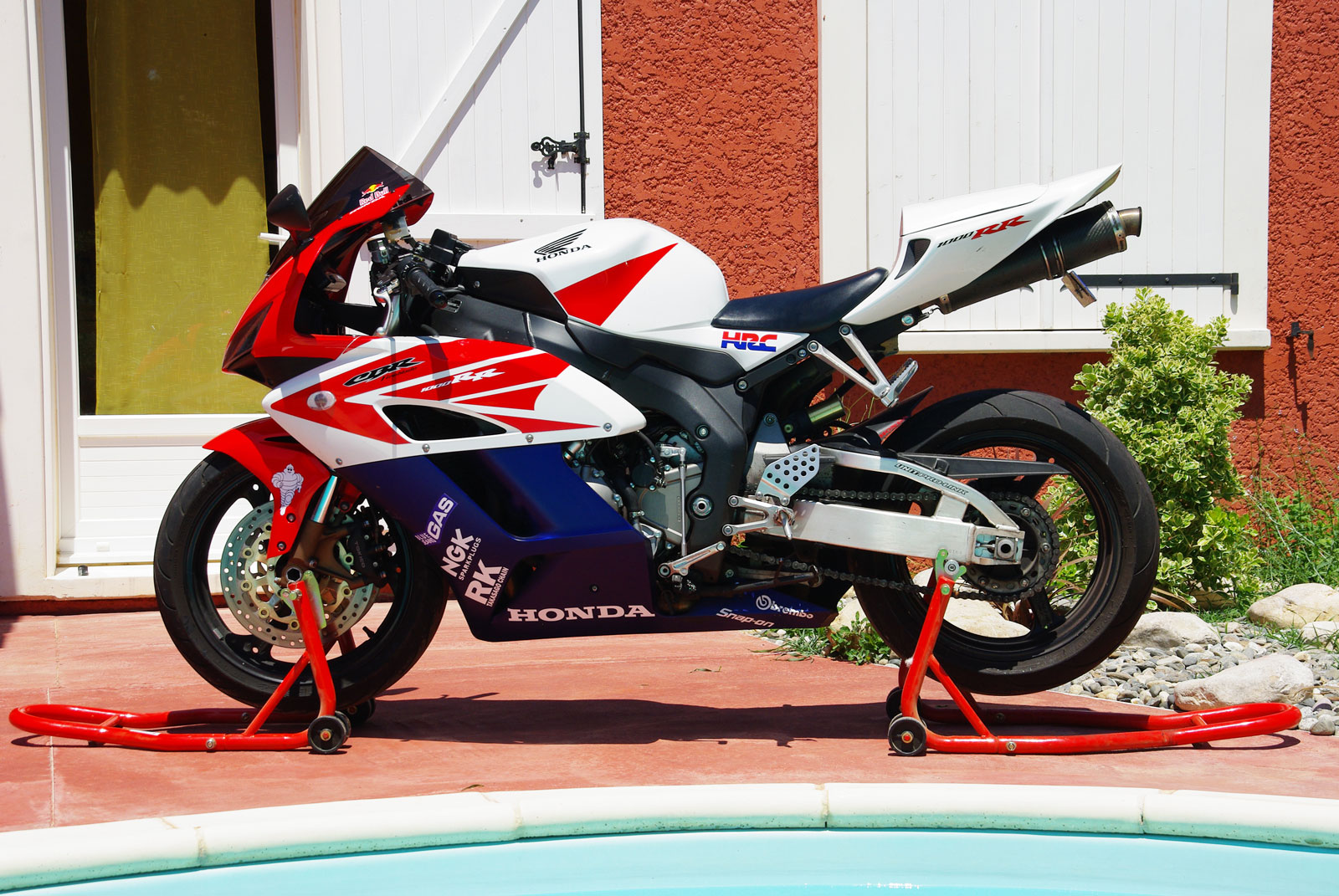
CBR 1000RR année 2004 - couleur HRC

Apparue en 2004, la CBR1000RR Fireblade casse avec sa longue lignée pour se rapprocher encore plus du modèle du MotoGP (la Honda RC211V). Le moteur est complètement repensé, il développe 172 chevaux. Le freinage est assuré par des étriers à fixation radiale, pinçant des disques de 310 mm. Elle est équipée d'un amortisseur de direction électrohydraulique. Ce nouvel élément fait varier l'amortissement en fonction de la vitesse.
En 2005, une version Repsol apparait, avec une décoration spécifique. En 2006, l'esthétique est légèrement modifiée. Le poids est en baisse de trois kilos. Le diamètre des disques de freins augmente de 10 mm.

## CBR1000RR-R Fireblade
Apparue au salon EICMA 2019, la CBR1000RR-R Fireblade  est une refonte plus radicale du modèle présent jusqu'alors au catalogue du 1er constructeur mondial. Elle est déclinée en une version encore plus sportive dénommée CBR1000RR-R SP. Cette dernière est capable de prendre les commandes du championnat du monde Superbike mais aussi d’Endurance. Elle bénéficie de côtes moteur identiques à celle de la RC213V, et d'un bras oscillant dérivé de celui de la RC213V-S. La recherche de la performance aérodynamique a conduit à l'intégration déflecteurs aérodynamiques, issus du MotoGP.

## CBR1100XX SuperBlackbird

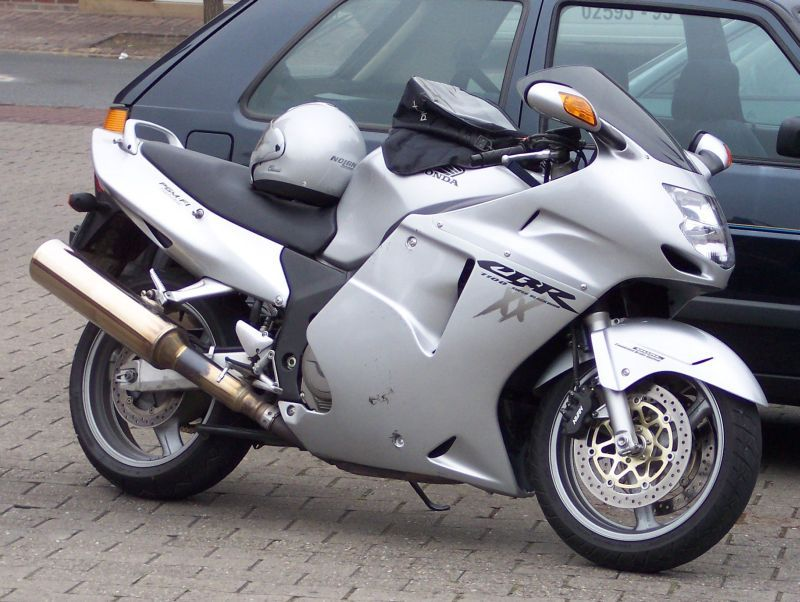
CBR 1100XX.

Apparue en 1996, la SuperBlackbird (en référence à l'avion espion américain Lockheed SR-71 Blackbird), fut la première moto de série à atteindre la barre des 313 km/h réels, et, de ce fait, devenant la moto de série la plus rapide du monde.
La moto est propulsée par un 4 cylindres en ligne à double arbre à cames en tête de 1 137 cm3 et 4 soupapes par cylindre (DOHC 16S), développant 187 ch à 9 500 tr/min et un couple de 12,7 daN m à 7 250 tr/min.
Comme ses concurrentes apparues après elle, la CBR1100XX s'est vu imposer une esthétique dictée avant tout par les objectifs de performances voulues.  
Les particularités qui différencient la CBR1100XX de ses concurrentes sont les suivantes :
- un freinage couplé de type Dual-CBS, répartissant le freinage avant et arrière de la moto, et ce, quelle que soit la commande utilisée ;
- une puissance supérieure à toutes les concurrentes de même catégorie, de même que sa vitesse maximale ;
- une ligne novatrice pensée pour la vitesse ;
- une technologie embarquée de haut niveau ;
- un CX inférieur à celui d'une 250 cm3 de Grand Prix (pour la petite histoire, la recherche d'un CX extrêmement bas a induit un très faible appui sur la roue arrière et donc l'incapacité au moteur de transmettre l'intégralité de la puissance disponible au sol à haute vitesse, d'où une usure très rapide du pneu - patinage -, et donc la perte de puissance qui en découle).